# Prix James-Dyson
Le James Dyson Award est un concours d’invention créé par James Dyson en 2004. Destiné aux étudiants de niveau universitaire en design industriel, design-produit ou ingénierie de dix-huit pays, le concours récompense l'ingéniosité et la créativité. Les lauréats sont nationaux et un lauréat international est désigné chaque année.

## Lauréats internationaux
- 2007 Maxi Pantel (Allemagne) pour le Senjo[1],[2]
- 2008 Micheal Chen (Royaume-Uni) pour le Reactiv[3]
- 2009 Yusuf Muhammad et Paul Thomas (Royaume-Uni) pour Automist[4],[5],[6]
- 2010 Samuel Adeloju (Australie) pour Longreach[7],[8],[9]
- 2011 Edward Linacre (Australie) pour Airdrop[10],[11],[12],[13],[14],[15]
- 2012 Dan Watson (Royaume-Uni) pour SafetyNet[16],[17],[18]
- 2013 L'équipe de l'université de Pennsylvanie (États-Unis) pour Titan Arm[19],[20]
- 2014 James Roberts (Royaume-Uni), pour Mom[21]